# 墾丁天文台
墾丁天文台（英語：Kenting Observatory）是設於屏東縣車城鄉國立海洋生物博物館水族實驗中心頂樓的教學天文台。由台灣天文學家孫維新在2000年設立並管理，2019轉入國立自然科學博物館。

## 概要

### 歷史
墾丁天文台由台灣天文學家孫維新成立於2000年。當時孫維新任教於國立中央大學天文研究所，因此天文台全名是中央大學墾丁天文台。後來孫維新於2007年轉往國立臺灣大學任教，天文台也隨之轉移，改稱台灣大學墾丁天文台，2019轉入位在台中的國立自然科學博物館。

### 成立目的
墾丁天文台是以教學為主的天文台。成立目的是以遠距遙控方式讓台灣各地民眾以遙控天文台進行觀測的方式進行天文教育。並且加入數個國際觀測計畫。每年寒假和暑假期間並辦理以高中生和大學生為對象的研習班進行天文觀測教學。

## 設備
- Sirius Dome 3.5m
- Officina Stellare RH Veloce 300, f/3, F=900mm
- ASA DDM85 Premium
- SBIG STT-8300M
- Astro Heaven 3.5m
- Celerstron CGE 14", f/11, F=3910mm
- Software Bisque Paramount ME
- Scope Dome 3m
- Celestron EdgeHD 14", f/11, F=3910mm
- ASA DDM60 Standard

## 外部連結
- 墾丁天文台 （页面存档备份，存于）